# Tarateño Rojas
Rigoberto Rojas Suarez (Tarata, Bolivia, 4 de enero de 1917 - Buenos Aires, Argentina, 7 de agosto de 2001), conocido como Tarateño Rojas. Fue un cantante, músico y compositor boliviano. Interpretó música tradicional andina.

## Biografía
Tarateño Rojas nació en Tarata, una ciudad del departamento de Cochabamba, el 4  de enero de 1917. Descendía de una familia de músicos. Estudió en el Seminario de Tarata, perteneciente a la Orden de los Franciscanos. Emigró a la Argentina después de la Guerra del Chaco a pedido de su madre, ante el peligro latente del inicio de otra guerra.
A partir  primer gobierno de Perón, hubo cambios decisivos en las condiciones para promover y desarrollar la música folklórica nacional como latinoamericana, en los grandes centros urbanos.
A partir de ese momento se abrieron las puertas de los teatros y radios.
Se iniciaron las grandes compañías folklóricas y fue allí formando parte de la Compañía Folklórica de Angelita Vélez, por primera vez el folklore boliviano y el charango, entraron al Teatro Colon de Buenos Aires de la mano del Tarateño, en la Temporada Oficial de 1948.
Estando presente Eva Perón, como era tradicional en las temporadas oficiales, accedió a bailar con el Tarateño una cueca, como muestra de su respeto y respaldo a la música y cultura indoamericana (como se la denominaba en ese momento).
A partir de 1948, inició varias giras por Latinoamérica y Europa, integrando las compañías de Francisco Lomuto, Angelita Vélez y Joaquín Pérez Fernández.
También realizó con Imperio Argentina, una película “Pachamama”, donde actuaban y cantaban música andina.
El Tarateño fue elegido Director Artístico de la Asociación Boliviana de Buenos Aires, desarrollando una extraordinaria labor de difusión de la música y la cultura de su país. Presenta a artistas bolivianos entre los que se encuentran Jaime Torres en Buenos Aires, Zulma Yugar,entre otros, en dicha Asociación.
A mediados de los años ´60 vuelve a resurgir la música folklórica popular, que lo tiene como protagonista junto a Jorge Cafrune, Mercedes Sosa, Los Fronterizos,las voces del Alba, Alma García, Suma Paz, Horacio Guaraní, Eduardo Falú, etc.
Se reanudan las presentaciones por televisión, realizando varias temporadas por Canal 7 en el Patio de Jaime Dávalos, otros canales de Montevideo y el interior del país.
En 1964 vuelve por primera y única vez a Bolivia.Llena todos los teatros donde se presenta, desde La Paz hasta Santa Cruz.
Vuelve a Cochabamba y se reencuentra con sus hermanos y demás familia.
Después de casi cuatro meses de gira exitosa, vuelve a Buenos Aires.
En años posteriores se extendieron las presentaciones por otros canales de televisión, Canal 9 y 13 de Buenos Aires.
Formaron su conjunto músicos de primer nivel: Antonio Pantoja (quenista peruano), Tito Véliz, guitarrista, Antonio Barragán, etc.
Además compuso el "Sucu Sucu Taquirari" en 1959  interpretado por decenas de artistas, entre otros, Alberto Cortés, Nat King Cole, Maja Brunner, María Zamora, Teresa Brewer, Nina and Frederik, Monn Keys, Eddy Calvert, etc.
Ayudó a la conformación de las primeras organizaciones de Pueblos Originarios de la Argentina, colaborando en la reforma Constituyente de 1994 donde se reconoce su preexistencia. 
También su participación fue decisiva, en el reconocimiento de los derechos de autor. Donde se pretendía "legalizar" el plagio, al que se opuso. Lo que le valió una segunda "purga" comercial, y por tal motivo, ningún sello discográfico, accedió a grabarlo en Argentina. Debido a esto, sus últimas obras, fueron grabadas por productores independientes en Argentina, pero publicadas solamente en Europa.
Se casó en Buenos Aires con Leonor Tapia Galdo, y tuvo 3 hijos, Victoria, Cecilia y Adolfo (Tato) Rojas.
Falleció el 7 de agosto de 2001 en Buenos Aires.

## Discografía
- Tarateño Rojas - Doble TK EP 54-150 (1959)
- Tarateño Rojas & Wara Wara - Viva Bolivia - Argentina LP
- Tarateño Rojas y su conjunto - Tarateño Rojas - Argentina LP
- Tarateño Rojas - Spain LP (1975)
- Tarateño Rojas - Chants et musique typique incas - French LP (1975)
- Tarateño Rojas - Chants et musique typique incas Vol. 1 & 2 - French LP
- Tarateño Rojas - Abecedario LP (1976)
- Tarateño Rojas - Sucu-Sucu alles tanzt heutʹ - Mambo - German LP
- Tarateño Rojas - El Rey Del Sucu Sucu
- Tarateño Rojas - Sueños
- Tarateño Rojas - Mambo De Machaguay[1]

## Filmografía
- Pachamama (1948) con la soprano peruana, Imperio Argentina.

## Libros
- Sucu Sucu : Mambo (1958)
- Un paso al frente y decir que me quieres[2]

## Premios
- Diploma de Honor de la embajada boliviana y la federación sindical boliviano civiles (1997)
- Medalla de Oro de la artista RCUN nacional 121/64 de la Universidad Mayor de San Simón
- Honor pergamino de las autoridades y al pueblo de Tarata (1964)
- CICMAT - Centro de Investigaciones en Comunicación Masiva, Arte y Tecnología de la ciudad de Buenos Aires (1975)
- Peña Naira - Apreciación diploma del Folkorists Sociedad Boliviana (1979)
- Diploma Salón de Arte Tortoni del director Juan Carlos Martínez y los miembros de la sala de la ciudad de Ciudad de Buenos Aires (1993)
- Mención Especial - Bloque de Concejales Justicialistas del Honorable Consejo Deliberante de la Capital Federal desde el "Encuentro de Cultura Para La Ciudad de Buenos Aires, Enrique Santos Discépolo" (1989)
- I.N.C.A.M. Diploma de Honor del historiador estadounidense, el arte y la arqueología Instituto Cultural (1985)
- Diploma de "La Casa Del Cantor" del La comisión directiva y los miembros